# Nalb und Stein

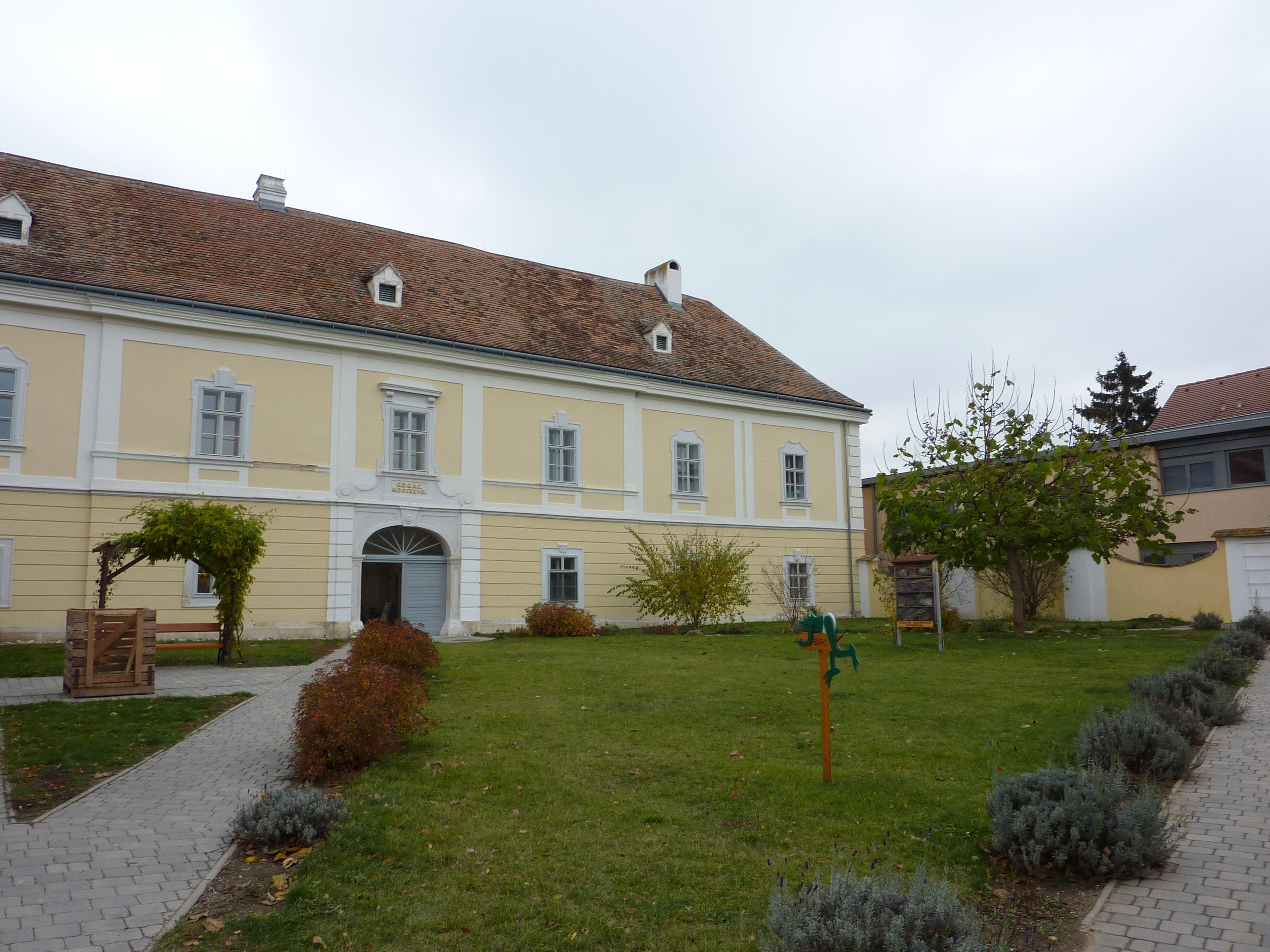
Propstei Unternalb, Sitz der Verwaltung (2013)

Die Herrschaft Nalb und Stein war eine Grundherrschaft im Viertel unter dem Manhartsberg im Erzherzogtum Österreich unter der Enns, dem heutigen Niederösterreich.

## Ausdehnung
Die Herrschaft Nalb bestand weiters aus den Gülten Stein, Probstei Nalb, Pfarre Pfaffendorf, Pfarre Mühlbach, Pfarre Nappersdorf, Kirche Ober- und Unternalb, Kirche Pfaffendorf, Kirche Roggendorf, Kirche Nappersdorf sowie Kirche Mühlbach und reichte damit bis ins Waldviertel. Sie umfasste zuletzt die Ortsobrigkeit über Pfaffendorf, Nappersdorf, Hötzmannsdorf, Oberthern, Kleinwiesendorf, Dörfl, Gösing, Münichhofen und Mairsch. Der Sitz der Verwaltung befand sich in der Propstei Unternalb.

## Geschichte
Der letzte Inhaber war Engelbert Schwertfeger in seiner Funktion als Abt von Göttweig und Zalaapáti. Nach den Reformen 1848/1849 wurde die Herrschaft aufgelöst.